# Eden Eternal
Eden Eternal é um jogo de MMORPG desenvolvido e publicado pela desenvolvedora taiwanesa X-Legend. Foi lançado em 2011 e publicado pela Aeria Games, que fechou todos os servidores em 2021. No entanto, a X-Legend republicou o jogo independentemente em maio de 2023. O jogo chamou atenção pelos gráficos bonitos e pela possibilidade de troca de classes no mesmo personagem.

## História
O beta fechado do jogo começou em 2 de junho de 2011 e o beta aberto se iniciou em 15 de junho.
No início de 2015, foi anunciado pela Aeria Games o fechamento do servidor lusófono do jogo a partir do dia 29 de janeiro. Em fevereiro de 2021, Eden Eternal anunciou que estava interrompendo o registro de novas contas e compra de cash e que todos os servidores se fechariam totalmente em 29 de abril de 2021.
A X-Legend anunciou em fevereiro de 2023 que relançaria o jogo, o que aconteceu oficialmente em 4 de maio. No entanto, o Eden Eternal não deu a possibilidade aos jogadores de recuperarem suas contas antigas, diferentemente de outros jogos da desenvolvedora que foram relançados após desligamento da Aeria Games. A campanha de pré-lançamento deu como recompensa uma montaria exclusiva e uma alpaca de NFT. Por conta da violação dos termos de uso da plataforma Steam, que não permite o uso de NFTs, o lançamento nela atrasou em uma semana. As línguas disponíveis no relançamento são inglês, japonês e chinês tradicional e simplificado. As novidades do relançamento incluem batalhas PVP entre servidores de línguas diferentes e rebalanceamento das classes.

## Jogabilidade
Eden Eternal possui um sistema até então inédito em MMORPGs, a mudança de classe num mesmo personagem. O jogador consegue experimentar todas as mais de 20 classes num só personagem e alterar entre elas quando necessitar, o que mantém sempre a novidade. Na criação de personagem, o jogador pode escolher entre cinco raças: humanos, zumi (rato), anura (sapo), ursun (urso) e halfkin (criança). Numa atualização de abril de 2013, foi lançada uma nova zona PVP e duas novas dungeons. Já no final do ano, foi adicionada uma nova classe, o Cavaleiro Dragão. O mascote do jogo é a alpaca, que é um meio de transporte popular entre os jogadores.

## Recepção
Eden Eternal foi inicialmente bem recebido, sendo elogiado pela beleza de seus gráficos, design de interface e principalmente seu o sistema de mudança de classes.